# Nová Ves (ort i Tjeckien, lat 49,46, long 15,03)
Nová Ves är en ort i Tjeckien. Den ligger i den centrala delen av landet, 80 km sydost om huvudstaden Prag. Nová Ves ligger 497 meter över havet och antalet invånare är 174.
Terrängen runt Nová Ves är huvudsakligen platt, men norrut är den kuperad. Nová Ves ligger nere i en dal. Runt Nová Ves är det glesbefolkat, med 18 invånare per kvadratkilometer. Närmaste större samhälle är Pelhřimov, 14,2 km öster om Nová Ves. Trakten runt Nová Ves består till största delen av jordbruksmark.